# Napoléon Marie de Nompère de Champagny
Pour les autres membres de la famille, voir Famille de Nompère de Champagny.
Napoléon Marie de Nompère de Champagny, né le 29 octobre 1806 à Paris, mort le 31 janvier 1872 au château de La Balluère à Broons-sur-Vilaine (Ille-et-Vilaine), inhumé au cimetière de Loyat (Morbihan), est un homme politique français.

## Biographie
Napoléon Marie de Nompère de Champagny, est le fils de Jean-Baptiste de Nompère de Champagny (1756-1834), 1er duc de Cadore.
Il eut Napoléon Ier pour parrain, fit ses études au collège de Louis-le-Grand, étudia le droit, et fut reçu avocat en 1830, puis docteur en droit. Il épousa en 1837 la fille du général Hercule Corbineau ; puis il se retira dans ses propriétés de Bretagne au château de Loyat (Morbihan), et publia des travaux spéciaux sur la législation et l'agriculture.
Auteur d'un Traité de la police municipale, ou de l'autorité des maires, de l'administration et du gouvernement en matières réglementaires (Paris, 1844-1861, 4 volumes), puis d'une brochure sur les Garanties à demander au suffrage universel (1850), il se présenta plusieurs fois sans succès à la députation sous Louis-Philippe Ier et sous la Deuxième République, et entra dans la carrière politique le 29 février 1852, comme député de la 3e circonscription du Morbihan, élu avec l'appui du gouvernement, contre Paul René Harscouët de Saint-George, ancien représentant. Il était alors maire de sa commune, Loyat. Il fut de la majorité, s'associa à l'établissement du Second Empire et à la plupart des votes de la droite dynastique jusqu'à la fin du règne.
Il a été réélu successivement :
- le 22 juin 1857[3].
- le 1er juin 1863[4].
- le 24 mai 1869[5].

Il se prononça en 1857, contre l'annexion de la banlieue de Paris, et réclama, en 1860, la péréquation de l'impôt foncier.
Il fut conseiller général du canton de La Trinité-Porhoët de 1852 à 1871.
Membre du Conseil général du Morbihan dont il fut vice-président en 1867, M. de Champagny avait reçu en 1861 la croix de la Légion d'honneur, et plusieurs médailles dans divers concours agricoles.

## Obsèques
Ce chrétien fervent fut d'abord inhumé le 8 février 1872 dans la chapelle Saint-Éloi à l'angle de l'ancien cimetière près de l'église de Loyat avec l'autorisation du conseil municipal, puis sa tombe fut transférée au nouveau cimetière de la commune lorsque la chapelle qui menaçait ruine, fut démolie en 1918. Sa veuve est morte sans enfant à l'hôpital dans un complet dénuement.

## Mandats et fonctions

### Mandats parlementaires
- 29 février 1852 - 29 mai 1857 : Député de la 3e circonscription du Morbihan
- 21 juin 1857 - 7 mai 1863 : Député de la 3e circonscription du Morbihan
- 31 mai 1863 - 27 avril 1869 : Député de la 3e circonscription du Morbihan
- 23 mai 1869 - 4 septembre 1870 : Député de la 3e circonscription du Morbihan

### Mandats locaux
- 1844 - 1872 : Maire de Loyat
- 1852 - 1871 : Conseiller général du canton de La Trinité-Porhoët
- 1867 - 1867 : Vice-président du Conseil général du Morbihan

## Titre
- Comte de Champagny.

## Distinctions
- Chevalier de la Légion d'honneur (13 août 1861).